# Michel Léonard Béguine
Michel Léonard Béguine (Uxeau, 9 agosto 1855 – Parigi, 29 marzo 1929) è stato uno scultore francese.

## Biographie
Michel Léonard Béguine era figlio di un insegnante a Uxeau e viene ammesso all'École nationale supérieure des beaux-arts dove studia con Aimé Millet e Auguste Dumont.
Nel 1878 ottiene una menzione d'onore al Salon des artistes français e, nel 1887, una medaglia di seconda classe. Dopo una medaglia d'argento all'Esposizione Universale del 1889, a quella del 1900,  si aggiudica una borsa di viaggio negli Stati Uniti dove si classifica nel 1893 alla Fiera mondiale di Chicago.
Nel 1902 corona la sua carriera con una medaglia di prima classe al Salon del 1902.

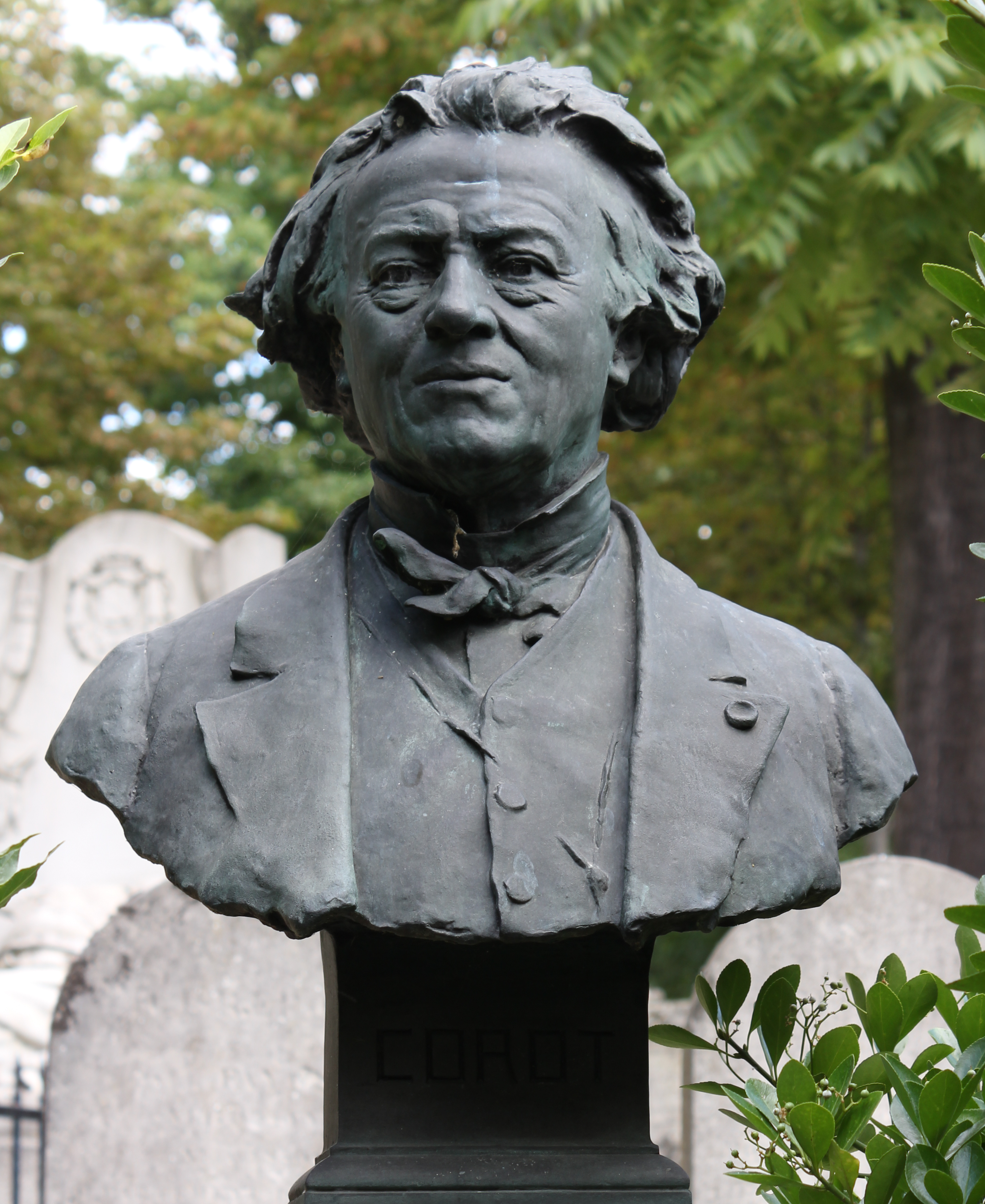
Jean-Baptiste-Camille Corot (1899), Parigi, cimitero di Père-Lachaise.

Il 4 ottobre 1904 viene nominato Cavaliere della Legion d'Onore.
Michel Léonard Béguine muore nella sua casa parigina il 29 marzo 1929 e sepolto a Parigi nel cimitero di Montparnasse.
È considerato un precursore dell'Art Nouveau.

## Opere esposte in collezioni pubbliche

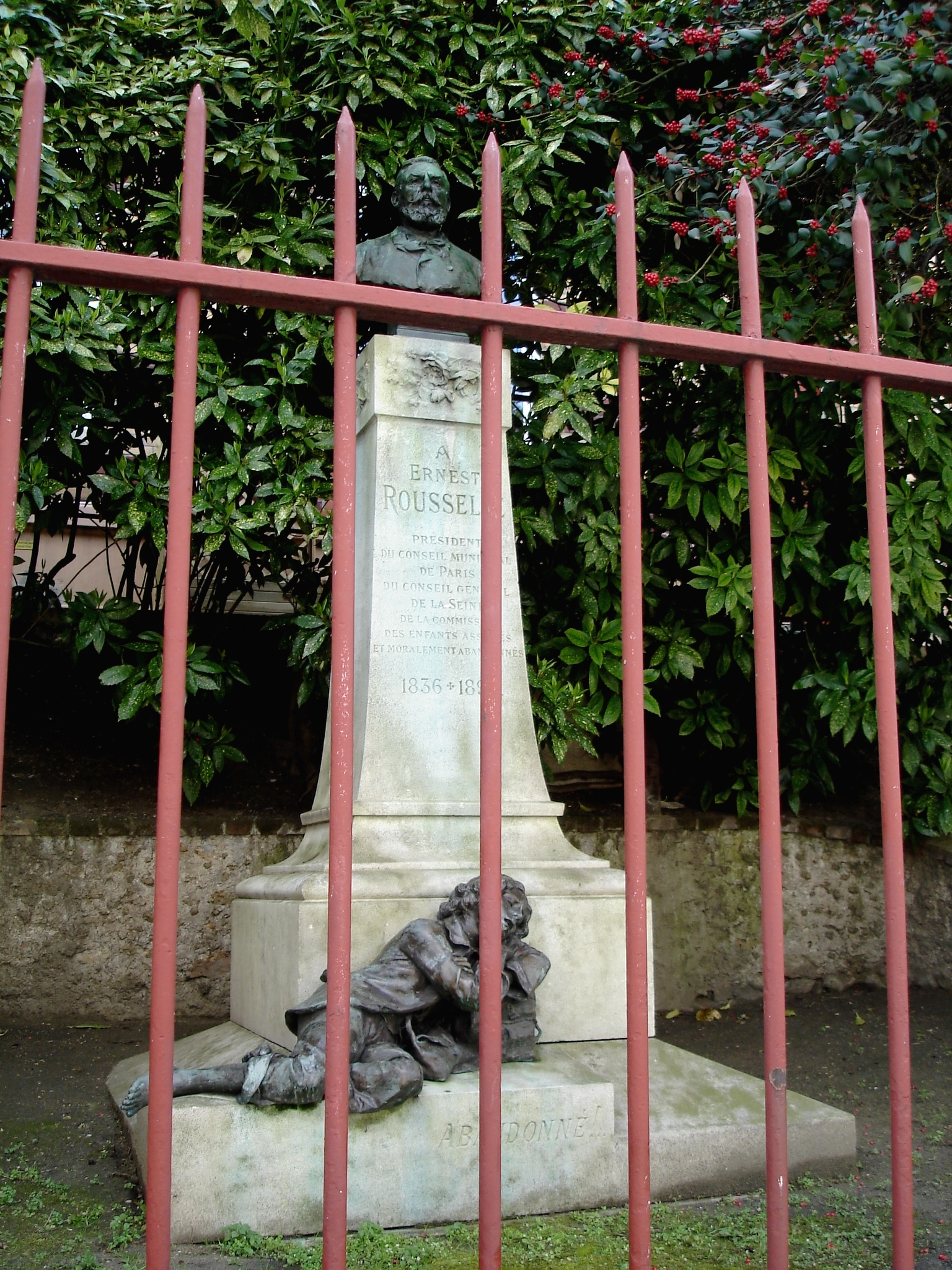
Monumento a Ernest Rousselle (1901), Parigi, boulevard Auguste Blanqui.

- Autun, Musée Rolin : David vainqueur, 1887, statua in bronzo. Il modello in gesso fu presentato al Salon del 1883.
- Bourbon-Lancy :
  - Avenue Ferdinand-Sarrien:
    - Monument aux morts de 1870, ou À la mémoire des enfants du canton de Bourbon-Lancy, morts pour la patrie, 1904, statua in bronzo[2];
    - Monument aux morts de 14-18, ou La Victoire, 1924, statua in bronzo[3].

  - Musée Saint-Nazaire de Bourbon-Lancy : L'Étreinte, gruppo sscultoreo in pietra.
- Bretenoux : Monument aux morts de 14-18, ou L’Âme des ruines, 1924, statua in bronzo[4].
- Parigi:
  - Boulevard Auguste Blanqui: Monumento a Ernest Rousselle[5], 1901, bronzo[6].
  - Cimitero di Père-Lachaise : Jean-Baptiste-Camille Corot, 1899, Busto in bronzo che orna la tomba dell'artista;
  - Faculté de droit de Paris : Robert Joseph Pothier, busto in pietra commissionato dalla Città di Parigi;
  - Facoltà di Medicina Paris-Descartes: Jean Baptiste Dumas, busto in marmo;
  - Grand Palais, facciata: L’Art grec, 1900, statua in pietra;
  - Museo Carnavalet : Louis Charles Delescluze, busto in bronzo commissionato dalla Città di Parigi;
  - Musée Galliera, museo della moda della Città di Parigi: Charmeuse, Salon del 1889, statua in marmo che successivamente è stata riprodotta in bronzo dalla fonderia Siot-Decauville;
  - Place Martin-Nadaud: Le Printemps, 1907, statua in bronzo che fu fatta fondere durante il Governo di Vichy[7]. Le modèle en plâtre fut présenté au Salon de 1895.
- Poligny, museo municipale: La Douleur, 1878, statua in gesso.
- Trun : Monument aux morts, 1921[8].